# Gran Incendi de Nova York (1835)
|  | Per a altres significats, vegeu «Gran Incendi de Nova York (1776)». |

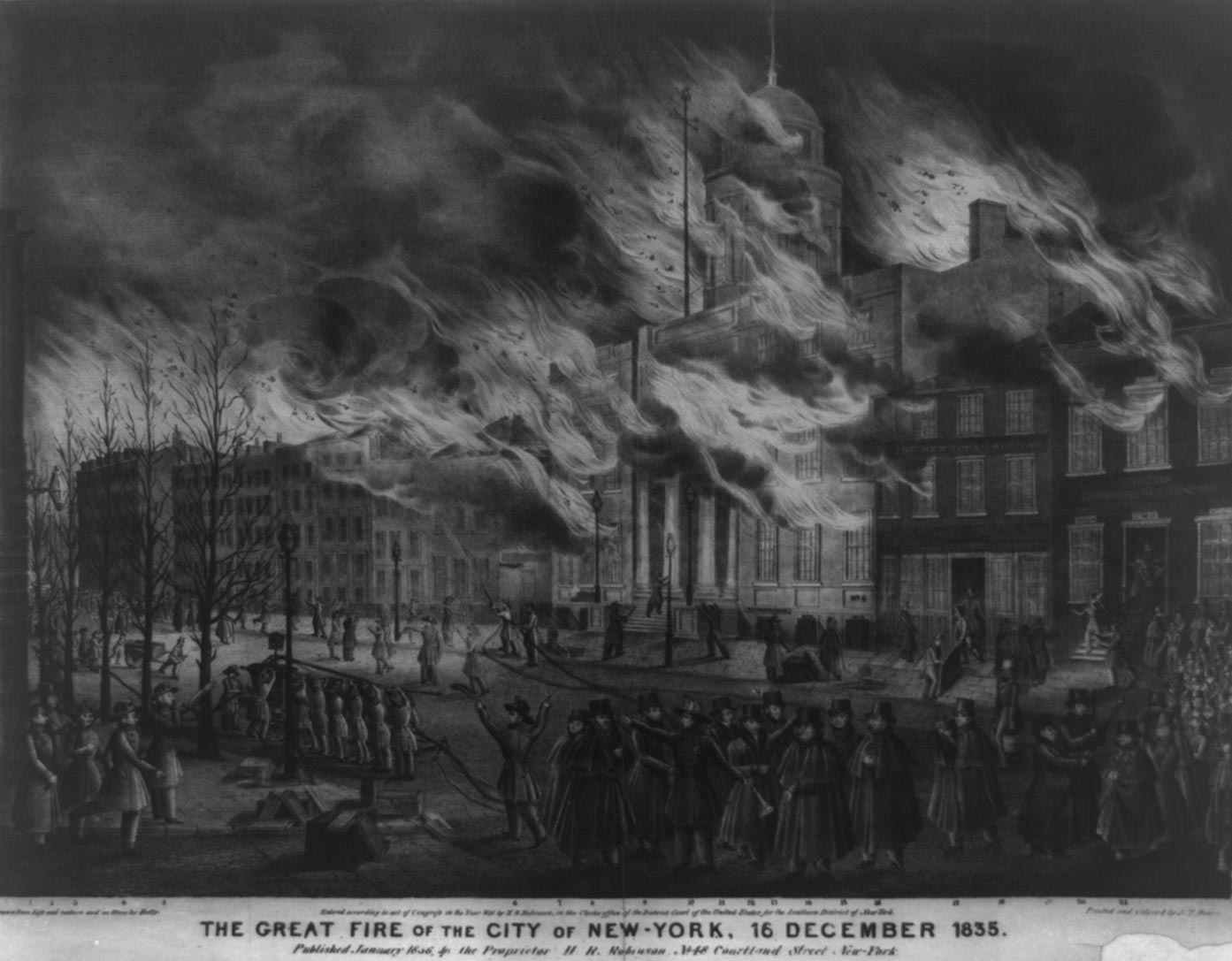
Imatge del Gran Incendi de Nova York, abril de 1836.

El  Gran Incendi de Nova York de 1835  va ser un desastre que va destruir la Borsa de Nova York i la majoria dels edificis de l'extrem sud-est de Manhattan al voltant de Wall Street a la nit 16 al 17 de desembre de 1835.

## Desenvolupament
La ciutat estava coberta per la neu i l'incendi va començar una tarda en un magatzem de cinc pisos al carrer Merchant n º 25 (ara anomenada Carrer Beaver) en la intersecció amb el carrer Pearl entre Hannover Square i Wall Street. El foc va ser alimentat pels vents huracanats que bufaven des del nord-oest cap al East River. Amb temperatures tan baixes com -27 °C i el riu Aquest congelat, els bombers van haver de tallar forats al gel per obtenir aigua, però, a aquesta temperatura, l'aigua es congelava a les mànegues i bombes. Els intents de volar edificis al seu pas van ser frustrats per la falta de pólvora a Manhattan. Els bombers que van arribar a ajudar des Filadèlfia van dir que van veure senyals de l'incendi des allà.

## Pèrdues
Al voltant de les 2 AM, els marines van tornar amb pólvora del Brooklyn Navy Yard i van volar edificis en el camí de l'incendi. En aquells dies, el foc cobria 50 acres, 17 illes de la ciutat i havia destruït entre 530 i 700 edificis.

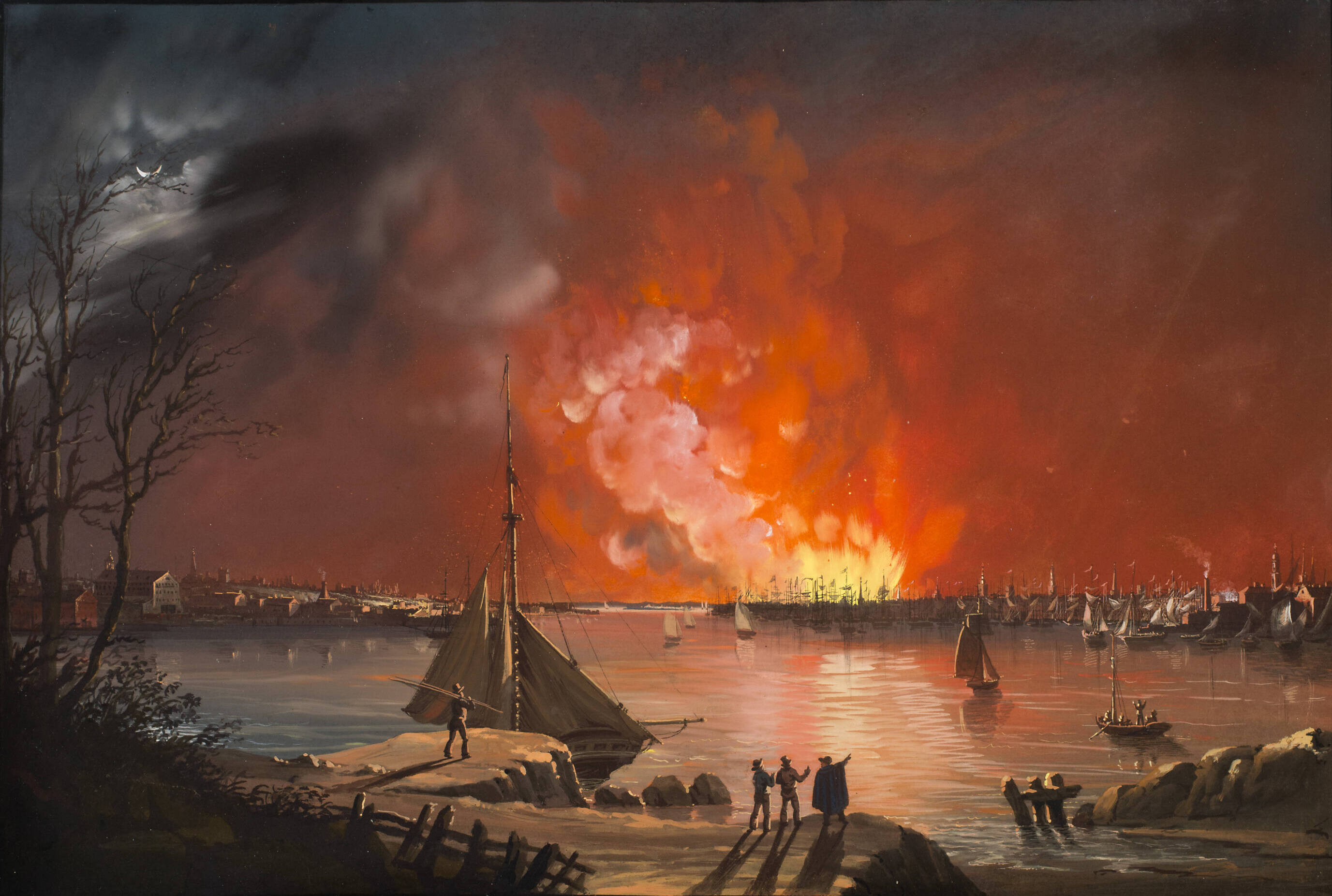
Vista del Gran Incendi a Nova York, 16-17 de desembre de 1835, des de Williamsburg (sic), Nicolino Calyo

Les pèrdues van ser estimades en 20 milions de dòlars, que al valor actual serien centenars de milions. Només dues persones van morir. L'assegurança no cobriria aquestes pèrdues pel fet que les seus de diverses seus de companyies asseguradores van acabar cremades, duent a aquestes a la fallida.
Les investigacions posteriors no van trobar algun culpable i es va informar que la causa de l'incendi va ser una ràfega en una canonada de gas que va ser encesa per una estufa de carbó.

## Conseqüències
Com l'incendi va tenir lloc enmig d'un boom econòmic ocasionat per la recent inauguració del Canal d'Erie, els edificis de fusta destruïts van ser ràpidament reemplaçats per altres més grans de pedra i maó, menys propensos a grans incendis generalitzats. L'incendi també va provocar la construcció d'un nou subministrament d'aigua municipal, avui conegut com l'Aqüeducte Croton, i una reforma i expansió del servei de bombers. Com a resultat, aquest va ser l'últim gran incendi de Nova York.